# Lista över fornlämningar i Uppsala kommun (Björklinge)
Lista över fornlämningar i Uppsala kommun (Björklinge) är en förteckning av ett urval av de fornlämningar som finns i Björklinge i Uppsala kommun.
| Namn                                        | Lämningstyp                      | Tillkomsttid | Historisk indelning | Plats | Läge                 | ID-nr          | Bild                                      |
| ------------------------------------------- | -------------------------------- | ------------ | ------------------- | ----- | -------------------- | -------------- | ----------------------------------------- |
| Björklinge 2:1                              | Gravfält                         |              | Björklinge, Uppland |       | 59.986486, 17.570281 | 10020700020001 | Ladda upp en bild av detta fornminne      |
| Björklinge 3:1                              | Stensättning                     |              | Björklinge, Uppland |       | 59.987065, 17.570050 | 10020700030001 | Ladda upp en bild av detta fornminne      |
| Kungshögen (Björklinge 4:1)                 | Hög                              |              | Björklinge, Uppland |       | 60.045604, 17.542957 | 10020700040001 | Ladda upp en bild av detta fornminne      |
| U 1056 (Björklinge 5:1)                     | Runristning                      |              | Björklinge, Uppland |       | 60.044894, 17.541080 | 10020700050001 | Ladda upp en bild av detta fornminne      |
| Björklinge 7:1                              | Stensättning                     |              | Björklinge, Uppland |       | 60.001349, 17.560563 | 10020700070001 | Ladda upp en bild av detta fornminne      |
| Björklinge 8:1                              | Hög                              |              | Björklinge, Uppland |       | 59.997672, 17.562943 | 10020700080001 | Ladda upp en bild av detta fornminne      |
| Björklinge 8:2                              | Hög                              |              | Björklinge, Uppland |       | 59.997678, 17.562646 | 10020700080002 | Ladda upp en bild av detta fornminne      |
| Björklinge 9:1                              | Stensättning                     |              | Björklinge, Uppland |       | 60.001149, 17.561623 | 10020700090001 | Ladda upp en bild av detta fornminne      |
| Björklinge 9:2                              | Stensättning                     |              | Björklinge, Uppland |       | 60.001255, 17.561757 | 10020700090002 | Ladda upp en bild av detta fornminne      |
| Björklinge 9:4                              | Stensättning                     |              | Björklinge, Uppland |       | 60.001025, 17.561341 | 10020700090004 | Ladda upp en bild av detta fornminne      |
| Björklinge 10:1                             | Gravfält                         |              | Björklinge, Uppland |       | 60.000656, 17.558715 | 10020700100001 | Ladda upp en bild av detta fornminne      |
| U 1054 (Björklinge 11:2)                    | Runristning                      |              | Björklinge, Uppland |       | 59.999838, 17.558992 | 10020700110002 | Ladda upp en bild av detta fornminne      |
| Björklinge 11:3                             | Stensättning                     |              | Björklinge, Uppland |       | 59.999906, 17.558812 | 10020700110003 | Ladda upp en bild av detta fornminne      |
| Björklinge 11:4                             | Stensättning                     |              | Björklinge, Uppland |       | 59.999519, 17.558540 | 10020700110004 | Ladda upp en bild av detta fornminne      |
| Björklinge 12:1                             | Stensättning                     |              | Björklinge, Uppland |       | 59.997865, 17.557730 | 10020700120001 | Ladda upp en bild av detta fornminne      |
| Björklinge 12:2                             | Stensättning                     |              | Björklinge, Uppland |       | 59.997694, 17.557931 | 10020700120002 | Ladda upp en bild av detta fornminne      |
| Björklinge 16:1                             | Stensättning                     |              | Björklinge, Uppland |       | 60.000449, 17.562031 | 10020700160001 | Ladda upp en bild av detta fornminne      |
| Björklinge 17:1                             | Stensättning                     |              | Björklinge, Uppland |       | 60.001298, 17.562311 | 10020700170001 | Ladda upp en bild av detta fornminne      |
| Björklinge 19:1                             | Hög                              |              | Björklinge, Uppland |       | 60.029236, 17.541750 | 10020700190001 | Ladda upp en bild av detta fornminne      |
| Björklinge 19:2                             | Stensättning                     |              | Björklinge, Uppland |       | 60.029118, 17.541998 | 10020700190002 | Ladda upp en bild av detta fornminne      |
| Björklinge 19:3                             | Stensättning                     |              | Björklinge, Uppland |       | 60.029125, 17.542267 | 10020700190003 | Ladda upp en bild av detta fornminne      |
| Björklinge 22:1                             | Stensättning                     |              | Björklinge, Uppland |       | 59.995087, 17.546248 | 10020700220001 | Ladda upp en bild av detta fornminne      |
| Björklinge 22:2                             | Stensättning                     |              | Björklinge, Uppland |       | 59.995090, 17.546431 | 10020700220002 | Ladda upp en bild av detta fornminne      |
| Björklinge 22:3                             | Stensättning                     |              | Björklinge, Uppland |       | 59.994999, 17.546284 | 10020700220003 | Ladda upp en bild av detta fornminne      |
| Björklinge 23:1                             | Stensättning                     |              | Björklinge, Uppland |       | 59.994484, 17.547397 | 10020700230001 | Ladda upp en bild av detta fornminne      |
| Björklinge 23:2                             | Stensättning                     |              | Björklinge, Uppland |       | 59.994569, 17.547319 | 10020700230002 | Ladda upp en bild av detta fornminne      |
| Björklinge 23:3                             | Stensättning                     |              | Björklinge, Uppland |       | 59.994626, 17.547185 | 10020700230003 | Ladda upp en bild av detta fornminne      |
| U 1048 (Björklinge 25:1)                    | Runristning                      |              | Björklinge, Uppland |       | 60.026918, 17.552773 | 10020700250001 | Ladda upp en till bild av detta fornminne |
| U 1047 (Björklinge 25:2)                    | Runristning                      |              | Björklinge, Uppland |       | 60.026938, 17.552580 | 10020700250002 | Ladda upp en till bild av detta fornminne |
| U 1046 (Björklinge 25:3)                    | Runristning                      |              | Björklinge, Uppland |       | 60.026963, 17.552399 | 10020700250003 | Ladda upp en till bild av detta fornminne |
| U 1045 (Björklinge 25:4)                    | Runristning                      |              | Björklinge, Uppland |       | 60.026974, 17.552246 | 10020700250004 | Ladda upp en till bild av detta fornminne |
| U 1050 (Björklinge 26:1)                    | Runristning                      |              | Björklinge, Uppland |       | 60.026961, 17.551487 | 10020700260001 | Ladda upp en till bild av detta fornminne |
| U 1051 (Björklinge 27:1)                    | Runristning                      |              | Björklinge, Uppland |       | 60.026005, 17.549619 | 10020700270001 | Ladda upp en till bild av detta fornminne |
| Björklinge 28:1                             | Gravfält                         |              | Björklinge, Uppland |       | 60.029260, 17.543728 | 10020700280001 | Ladda upp en bild av detta fornminne      |
| Björklinge 30:1                             | Gravfält                         |              | Björklinge, Uppland |       | 60.027863, 17.544051 | 10020700300001 | Ladda upp en bild av detta fornminne      |
| Björklinge 31:1                             | Gravfält                         |              | Björklinge, Uppland |       | 60.033290, 17.537374 | 10020700310001 | Ladda upp en bild av detta fornminne      |
| Björklinge 32:1                             | Stensättning                     |              | Björklinge, Uppland |       | 60.032961, 17.536569 | 10020700320001 | Ladda upp en bild av detta fornminne      |
| U 1060 (Björklinge 40:1)                    | Runristning                      |              | Björklinge, Uppland |       | 60.023288, 17.556921 | 10020700400001 | Ladda upp en bild av detta fornminne      |
| Björklinge 41:1                             | Grav- och boplatsområde          |              | Björklinge, Uppland |       | 60.028808, 17.546681 | 10020700410001 | Ladda upp en bild av detta fornminne      |
| Jarlahögarna (Björklinge 44:1)              | Gravfält                         |              | Björklinge, Uppland |       | 60.038773, 17.539602 | 10020700440001 | Ladda upp en bild av detta fornminne      |
| Björklinge 49:1                             | Hällristning                     |              | Björklinge, Uppland |       | 60.039827, 17.534838 | 10020700490001 | Ladda upp en bild av detta fornminne      |
| Långberget (Björklinge 51:1)                | Stensättning                     |              | Björklinge, Uppland |       | 60.041748, 17.534222 | 10020700510001 | Ladda upp en bild av detta fornminne      |
| Långberget (Björklinge 51:2)                | Stensättning                     |              | Björklinge, Uppland |       | 60.041892, 17.534291 | 10020700510002 | Ladda upp en bild av detta fornminne      |
| Björklinge 52:1                             | Gravfält                         |              | Björklinge, Uppland |       | 60.025438, 17.547473 | 10020700520001 | Ladda upp en bild av detta fornminne      |
| Björklinge 53:1                             | Hög                              |              | Björklinge, Uppland |       | 60.025806, 17.546939 | 10020700530001 | Ladda upp en bild av detta fornminne      |
| Björklinge 54:1                             | Hällristning                     |              | Björklinge, Uppland |       | 60.040421, 17.534931 | 10020700540001 | Ladda upp en bild av detta fornminne      |
| Björklinge 55:1                             | Stensättning                     |              | Björklinge, Uppland |       | 60.042623, 17.531651 | 10020700550001 | Ladda upp en bild av detta fornminne      |
| Björklinge 56:1                             | Gravfält                         |              | Björklinge, Uppland |       | 60.023197, 17.544925 | 10020700560001 | Ladda upp en bild av detta fornminne      |
| Björklinge 58:1                             | Stensättning                     |              | Björklinge, Uppland |       | 60.042090, 17.532142 | 10020700580001 | Ladda upp en bild av detta fornminne      |
| Björklinge 63:1                             | Gravfält                         |              | Björklinge, Uppland |       | 59.994329, 17.559500 | 10020700630001 | Ladda upp en bild av detta fornminne      |
| Björklinge 64:1                             | Hög                              |              | Björklinge, Uppland |       | 59.992603, 17.558952 | 10020700640001 | Ladda upp en bild av detta fornminne      |
| Björklinge 64:2                             | Hög                              |              | Björklinge, Uppland |       | 59.992499, 17.558944 | 10020700640002 | Ladda upp en bild av detta fornminne      |
| Björklinge 65:1                             | Gravfält                         |              | Björklinge, Uppland |       | 59.996994, 17.557705 | 10020700650001 | Ladda upp en bild av detta fornminne      |
| Björklinge 69:1                             | Gravfält                         |              | Björklinge, Uppland |       | 59.993671, 17.559908 | 10020700690001 | Ladda upp en bild av detta fornminne      |
| U 1057 (Björklinge 71:1)                    | Runristning                      |              | Björklinge, Uppland |       | 60.004094, 17.578936 | 10020700710001 | Ladda upp en bild av detta fornminne      |
| Lustigkullen (Björklinge 73:1)              | Stensättning                     |              | Björklinge, Uppland |       | 60.049841, 17.508910 | 10020700730001 | Ladda upp en bild av detta fornminne      |
| Björklinge 78:1                             | Gravfält                         |              | Björklinge, Uppland |       | 60.038736, 17.480157 | 10020700780001 | Ladda upp en bild av detta fornminne      |
| U 1053 (Björklinge 79:1)                    | Runristning                      |              | Björklinge, Uppland |       | 60.039269, 17.479663 | 10020700790001 | Ladda upp en till bild av detta fornminne |
| U 1052 (Björklinge 80:1)                    | Runristning                      |              | Björklinge, Uppland |       | 60.042646, 17.484984 | 10020700800001 | Ladda upp en till bild av detta fornminne |
| Björklinge 81:1                             | Gravfält                         |              | Björklinge, Uppland |       | 60.043344, 17.488587 | 10020700810001 | Ladda upp en bild av detta fornminne      |
| Björklinge 82:1                             | Stensättning                     |              | Björklinge, Uppland |       | 60.041445, 17.487831 | 10020700820001 | Ladda upp en bild av detta fornminne      |
| Björklinge 83:1                             | Stensättning                     |              | Björklinge, Uppland |       | 59.997283, 17.549603 | 10020700830001 | Ladda upp en bild av detta fornminne      |
| Björklinge 84:1                             | Gravfält                         |              | Björklinge, Uppland |       | 60.000410, 17.542250 | 10020700840001 | Ladda upp en bild av detta fornminne      |
| Björklinge 85:1                             | Gravfält                         |              | Björklinge, Uppland |       | 59.995958, 17.537903 | 10020700850001 | Ladda upp en bild av detta fornminne      |
| Björklinge 154:1                            | Stensättning                     |              | Björklinge, Uppland |       | 60.039157, 17.470530 | 10020701540001 | Ladda upp en bild av detta fornminne      |
| Björklinge 155:1                            | Stensättning                     |              | Björklinge, Uppland |       | 60.042114, 17.478729 | 10020701550001 | Ladda upp en bild av detta fornminne      |
| Björklinge 156:1                            | Gravfält                         |              | Björklinge, Uppland |       | 60.046071, 17.490769 | 10020701560001 | Ladda upp en bild av detta fornminne      |
| Björklinge 166:1                            | Hög                              |              | Björklinge, Uppland |       | 60.005943, 17.548078 | 10020701660001 | Ladda upp en bild av detta fornminne      |
| Björklinge 166:2                            | Stensättning                     |              | Björklinge, Uppland |       | 60.005932, 17.547791 | 10020701660002 | Ladda upp en bild av detta fornminne      |
| Björklinge 169:1                            | Hög                              |              | Björklinge, Uppland |       | 60.041926, 17.539698 | 10020701690001 | Ladda upp en bild av detta fornminne      |
| Björklinge 173:1                            | Hög                              |              | Björklinge, Uppland |       | 59.998786, 17.542612 | 10020701730001 | Ladda upp en bild av detta fornminne      |
| Björklinge 174:1                            | Stensättning                     |              | Björklinge, Uppland |       | 59.993176, 17.548597 | 10020701740001 | Ladda upp en bild av detta fornminne      |
| Björklinge 175:1                            | Stensättning                     |              | Björklinge, Uppland |       | 59.993963, 17.551365 | 10020701750001 | Ladda upp en bild av detta fornminne      |
| Björklinge 175:2                            | Stensättning                     |              | Björklinge, Uppland |       | 59.993872, 17.551114 | 10020701750002 | Ladda upp en bild av detta fornminne      |
| Kullhagen (179 a) (Björklinge 179:1)        | Gravfält                         |              | Björklinge, Uppland |       | 59.991415, 17.541347 | 10020701790001 | Ladda upp en bild av detta fornminne      |
| Björklinge 182:1                            | Hällristning                     |              | Björklinge, Uppland |       | 59.995181, 17.539611 | 10020701820001 | Ladda upp en bild av detta fornminne      |
| Björklinge 186:1                            | Stensättning                     |              | Björklinge, Uppland |       | 59.996081, 17.553651 | 10020701860001 | Ladda upp en bild av detta fornminne      |
| Björklinge 188:1                            | Stensättning                     |              | Björklinge, Uppland |       | 60.000975, 17.562731 | 10020701880001 | Ladda upp en bild av detta fornminne      |
| Björklinge 208:1                            | Lägenhetsbebyggelse              |              | Björklinge, Uppland |       | 60.051449, 17.519331 | 10020702080001 | Ladda upp en bild av detta fornminne      |
| U 1059 (Björklinge 218:1)                   | Runristning                      |              | Björklinge, Uppland |       | 60.064168, 17.530783 | 10020702180001 | Ladda upp en till bild av detta fornminne |
| Björklinge 247:1                            | Gravfält                         |              | Björklinge, Uppland |       | 60.085587, 17.565575 | 10020702470001 | Ladda upp en bild av detta fornminne      |
| Björklinge 249:1                            | Stensättning                     |              | Björklinge, Uppland |       | 60.084745, 17.562764 | 10020702490001 | Ladda upp en bild av detta fornminne      |
| Björklinge 249:3                            | Stensättning                     |              | Björklinge, Uppland |       | 60.084627, 17.563131 | 10020702490003 | Ladda upp en bild av detta fornminne      |
| Björklinge 251:1                            | Gravfält                         |              | Björklinge, Uppland |       | 60.081401, 17.572072 | 10020702510001 | Ladda upp en bild av detta fornminne      |
| Björklinge 275:1                            | Gravfält                         |              | Björklinge, Uppland |       | 60.012860, 17.560481 | 10020702750001 | Ladda upp en bild av detta fornminne      |
| Björklinge 276:1                            | Grav- och boplatsområde          |              | Björklinge, Uppland |       | 60.007399, 17.555834 | 10020702760001 | Ladda upp en bild av detta fornminne      |
| Björklinge 277:1                            | Hög                              |              | Björklinge, Uppland |       | 60.006937, 17.558663 | 10020702770001 | Ladda upp en bild av detta fornminne      |
| Björklinge 277:2                            | Hög                              |              | Björklinge, Uppland |       | 60.007103, 17.558936 | 10020702770002 | Ladda upp en bild av detta fornminne      |
| Humlegårdsbacken (Björklinge 278:1)         | Gravfält                         |              | Björklinge, Uppland |       | 60.003795, 17.553202 | 10020702780001 | Ladda upp en bild av detta fornminne      |
| Björklinge 279:1                            | Gravfält                         |              | Björklinge, Uppland |       | 60.004015, 17.551249 | 10020702790001 | Ladda upp en bild av detta fornminne      |
| Björklinge 280:1                            | Stensättning                     |              | Björklinge, Uppland |       | 60.005889, 17.550170 | 10020702800001 | Ladda upp en bild av detta fornminne      |
| Björklinge 281:1                            | Gravfält                         |              | Björklinge, Uppland |       | 60.020950, 17.556548 | 10020702810001 | Ladda upp en bild av detta fornminne      |
| Björklinge 282:1                            | Stensättning                     |              | Björklinge, Uppland |       | 60.021351, 17.556665 | 10020702820001 | Ladda upp en bild av detta fornminne      |
| Skansbacken (Björklinge 284:1)              | Hög                              |              | Björklinge, Uppland |       | 60.021731, 17.549868 | 10020702840001 | Ladda upp en bild av detta fornminne      |
| Skansbacken (Björklinge 284:2)              | Stensättning                     |              | Björklinge, Uppland |       | 60.021794, 17.549550 | 10020702840002 | Ladda upp en bild av detta fornminne      |
| Skansbacken (Björklinge 284:3)              | Stensättning                     |              | Björklinge, Uppland |       | 60.021687, 17.549368 | 10020702840003 | Ladda upp en bild av detta fornminne      |
| Skansbacken (Björklinge 284:4)              | Stensättning                     |              | Björklinge, Uppland |       | 60.021614, 17.549571 | 10020702840004 | Ladda upp en bild av detta fornminne      |
| Björklinge 285:1                            | Hög                              |              | Björklinge, Uppland |       | 60.025341, 17.561618 | 10020702850001 | Ladda upp en bild av detta fornminne      |
| Björklinge 286:1                            | Slott/herresäte                  |              | Björklinge, Uppland |       | 60.043394, 17.573640 | 10020702860001 | Ladda upp en bild av detta fornminne      |
| Björklinge 286:2                            | Slott/herresäte                  |              | Björklinge, Uppland |       | 60.043139, 17.572676 | 10020702860002 | Ladda upp en bild av detta fornminne      |
| Björklinge 286:3                            | Slott/herresäte                  |              | Björklinge, Uppland |       | 60.042995, 17.573002 | 10020702860003 | Ladda upp en bild av detta fornminne      |
| Nynäs gamla sätesgård (Björklinge 287:1)    | Slott/herresäte                  |              | Björklinge, Uppland |       | 60.043937, 17.572639 | 10020702870001 | Ladda upp en bild av detta fornminne      |
| Björklinge 289:1                            | Runristning                      |              | Björklinge, Uppland |       | 60.000279, 17.541829 | 10020702890001 | Ladda upp en bild av detta fornminne      |
| Lindholmens gamla sätesg (Björklinge 290:1) | Slott/herresäte                  |              | Björklinge, Uppland |       | 60.062102, 17.579259 | 10020702900001 | Ladda upp en bild av detta fornminne      |
| Björklinge 291:1                            | Husgrund, förhistorisk/medeltida |              | Björklinge, Uppland |       | 60.063011, 17.579580 | 10020702910001 | Ladda upp en bild av detta fornminne      |
| Björklinge 318:1                            | Grav- och boplatsområde          |              | Björklinge, Uppland |       | 60.019143, 17.558969 | 10020703180001 | Ladda upp en bild av detta fornminne      |